# توماس بيرش فلورنسا
توماس بيرش فلورنسا (بالإنجليزية: Thomas Birch Florence)‏ هو صحفي وسياسي أمريكي، ولد في 26 يناير 1812 في الولايات المتحدة، وتوفي في 3 يوليو 1875 في نفس البلد. حزبياً، نشط في الحزب الديمقراطي. وقد انتخب عضو مجلس النواب الأمريكي.